# Reus Deportiu

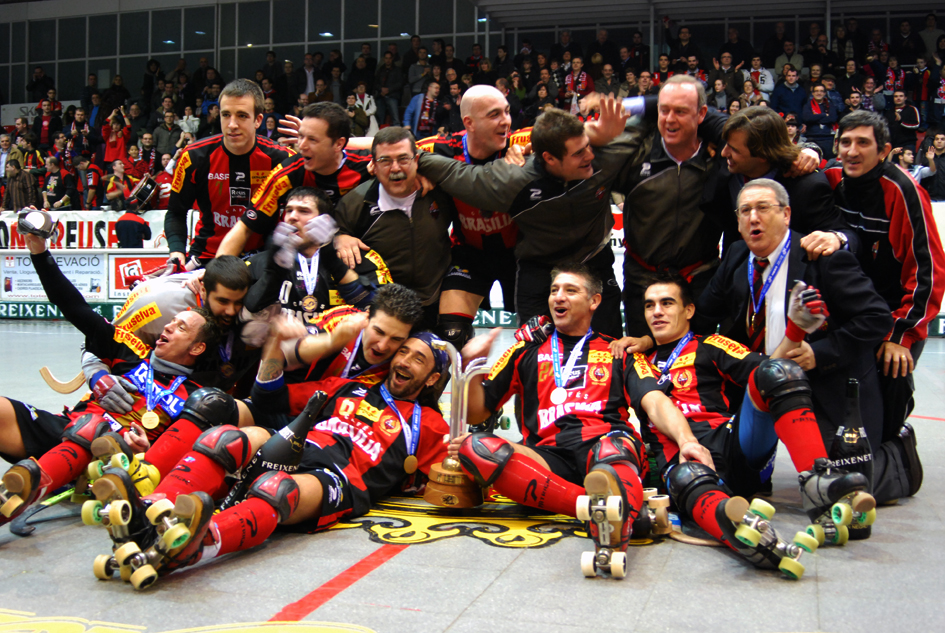
Sieger Reus Deportiu nach Gewinn des International Cups 2010

Reus Deportiu ist ein Sportverein aus der katalanischen Stadt Reus in der spanischen Comarca Baix Camp in der Provinz Tarragona. Er ist am besten bekannt durch seine erfolgreichen Rollhockey-Mannschaften. Der Verein hat aber auch Abteilungen für Schach, Leichtathletik, Basketball, Wandern, Rhythmische Sportgymnastik, Rollkunstlauf, Rugby, Karate, Pádel, Tennis und Tischtennis. Er sollte nicht mit dem in der Hauptsache Fußball betreibenden CF Reus Deportiu verwechselt werden, obwohl beide Clubs einen Teil ihrer Geschichte teilen und die der Flagge Kataloniens entsprechenden Vereinsfarben dieselben sind. Beide Vereine sind seit 1951 selbständig.

## Geschichte und Sportstätten
Der Verein wurde im Jahr 1909 unter dem Namen Club Deportiu gegründet. 1917 wurden der Club Velocipedista und der Sport Club Reus integriert, und der heutige Vereinsname wurde angenommen. Aufgrund wirtschaftlicher Schwierigkeiten gründete sich 1951 die Fußballabteilung unter oben erwähntem Namen aus.
In den Vorrunden der Europa League kam es verschiedentlich zu Aufeinandertreffen mit deutschen Vertretern, die zumeist einseitig zu Gunsten der Katalanen verliefen.
Zu den Clubeinrichtungen gehören sechs Schwimmbäder, zwei Jacuzzis, zwei Saunen, zwei Dampfbäder, eine 400-m² Gymnastikhalle, drei Mehrzweckhallen, eine Radsporthalle, eine Basketballhalle, fünf Tennisplätze, zwei Pádel-Plätze, zwei Fußball-/Mehrzweckplätze, die Rollhockeyhalle mit 2500 Zuschauerplätzen und weitere Einrichtungen für unter anderen Judo, Hapkido, Karate, Tai-Chi, Rollkunstlauf, Rhythmische Sportgymnastik.

## Erfolge im Rollhockey

### National
- 5 OK Liga (oberste spanische Liga) (1969/70, 1970/71, 1971/72, 1972/73, 2010/11)
- 3 Liga nacional (1965/66, 1966/67, 1968/69)
- 6 Copas del Rey und Copas del Generalísimo (1966, 1970, 1971, 1973, 1983, 2006)
- 2 Supercups Spanien  (1984, 2006)
- 1 Spanische Meisterschaft 2. Kategorie (1947)
- 1 Liga de primera división (1986/87)
- 1 Spanische Meisterschaft 1. Kategorie (1952)
- 1 Meisterschaft von Katalonien (1967)

### International
- 8 CERH European League (1967, 1968, 1969, 1970, 1971, 1972, 2009, 2017)
- 2 CERS Cups (2003, 2004)
- 1 Intercontinental Cup Rollhockey (2010)
- 1 Clubweltmeisterschaft (2008)
- 1 Recopa de Europa (1984)
- 1 Kontinentalcup (Ex-Supercup Europa) (2010)
- 1 Kleiner Club-Weltcup  (1969)